# Javaanse alcippe
De Javaanse alcippe (Alcippe pyrrhoptera) is een zangvogel uit de familie Alcippeidae.

## Verspreiding en leefgebied
Deze soort is endemisch in de bergen van het Indonesische eiland Java.

## Status
De grootte van de populatie is niet gekwantificeerd maar de soort wordt omschreven als plaatselijk algemeen. Op de Rode lijst van de IUCN heeft deze soort de status niet bedreigd.